# Ildikó Pádár
Ildikó Pádár, född den 19 april 1970 i Heves i Ungern, är en tidigare ungersk handbollsspelare.

## Klubblagskarriär
Pádár började spela för Eger SE 1983. 1987 flyttade hon till den ungerska klubben Ferencvárosi TC i Budapest, för vilken hon sedan spelade fram till slutet av sin karriär 2003. Med Ferencváros vann hon det ungerska mästerskapet sex gånger 1994, 1995, 1996, 1997, 2000 och 2002 och ungerska cupen sju gånger 1993, 1994, 1995, 1996, 1997, 2001 och 2003. Klubben nådde också finalen i cupvinnarcupen i handboll säsongen 1993/94 och finalen i EHF Champions League säsongen 2001/02. Totalt gjorde hon 1668 mål på 636 matcher för Ferencváros. Pádár har arbetat som ungdomstränare i Ferencváros efter att hon avslutat av sin karriär. 2004 fungerade hon också som assisterande tränare för det ungerska landslaget.

## Landslagskarriär
Pádár debuterade för det ungerska landslaget den 11 september 1990 i en landskamp mot Österrike. Med Ungern vann hon silvermedaljen vid VM 1995. Hon ingick i det ungerska lag som tog OS-brons i damernas turnering i samband med de olympiska handbollstävlingarna 1996 i Atlanta. 1998 fick hon en ny bronsmedalj vid Europamästerskapet i handboll för damer 1998. Hon ingick även i det ungerska lag som vann OS-silver i damernas turnering i samband med de olympiska handbollstävlingarna 2000 i Sydney. Vid Europamästerskapet i handboll för damer 2000 vann hon guldmedaljen och blev europamästare. Hon spelade 202 landskamper och gjorde 286 mål i landslaget från 1990 till 2002.

## Privatliv
Ildikó Pádárs syster Margit Pádár spelade också handboll. 

## Meriter
- Ungerska ligan
  - : 1994, 1995, 1996, 1997, 2000, 2002.

- Magyar Kupa (Ungerska cupen):
  - : 1993, 1994, 1995, 1996, 1997, 2001, 2003.

- EHF Champions League (damer):
  - : 2002.

- Cupvinnarcupen i handboll:
  - : 1994.